# Djuna Barnes
Pour les articles homonymes, voir Barnes.
Œuvres principales
- Le Bois de la nuit (roman, 1936)

Djuna Barnes, née le 12 juin 1892 à Cornwall, dans l'État de New York et morte le 18 juin 1982 dans le quartier de Greenwich Village, à New York, est une romancière, dramaturge et artiste américaine. Elle a parfois utilisé les pseudonymes de Lydia Steptoe et Lady of Fashion.

## Biographie

### Enfance et débuts
Née d'un père bohème et d'une mère violoniste, elle ne suit aucune forme d'éducation institutionnelle jusqu'à l'année de ses seize ans, quand ses parents divorcent.
Journaliste pour Vanity Fair et The New Yorker, elle vit deux ans avec le rédacteur de presse Courtenay Lemon. Elle compte parmi ses amies Jane Heap et Peggy Guggenheim.
En 1915 paraît son Book of Repulsive Women, qu'elle illustre elle-même.

### Carrière à Paris
C'est en 1919 ou en 1920 qu'elle se rend en Europe et s'installe à Paris, attirée par cette capitale culturelle, la liberté des mœurs qui y règne, et par la communauté d'Américaines qui y est déjà installée. Elle rencontre Natalie Barney, Gertrude Stein, Janet Flanner, Berenice Abbott, Sylvia Beach... Elle devient l'amie de James Joyce et fait partie du mouvement moderniste.
Pendant cette période, elle développe une amitié étroite avec l'artiste Dada, Elsa von Freytag-Loringhoven, dite la Baronne, avec qui Barnes a commencé une correspondance intensive dès 1923. « Wood offrit à Barnes une poupée en cadeau pour représenter leur enfant amoureux symbolique, la baronne proposa un mariage érotique dont l'enfant amoureux serait leur livre ». Restée à Paris, Barnes soutiendra la baronne, retournée à Berlin, avec de l'argent, des vêtements, mais aussi revues. Elle recueillit également les poèmes et les lettres de la baronne. Cette collection répond au désir de la baronne de voir sa poésie publiée dans un livre, un projet qu'elle a commencé avec Barnes jamais réalisé de son vivant. Ces documents légués avec les archives de Barnes à la bibliothèque de l’université du Maryland, ont grandement participé à la redécouverte de Elsa von Freytag-Loringhoven dans les années 2010.
En 1923, elle s'éprend de la sculptrice Thelma Wood, avec qui elle vit au 9, rue Saint-Romain. Elles rompent en 1931. En 1936, Le Bois de la nuit (Nightwood), qui dépeint sa relation avec Thelma Wood, paraît à Londres, grâce à T. S. Eliot qui ampute cependant le manuscrit des deux tiers.

### Fin de carrière
Après 1936, Djuna Barnes, qui souffre de dépression chronique, publie peu. Ce n'est qu'en 1958 que paraît sa longue pièce en vers The Antiphon. Plusieurs courts textes sont publiés après sa mort.

## Œuvres
Parutions originales
- The Book of Repulsive Women : 8 Rhythms and 5 Drawings, New York, Bruno Chap Books, 1915 ; Washington (D. C.), Sun & Moon Classics, 1994.
- A Book, New York, Boni and Liveright, 1923 ; Londres, Faber & Faber, 1958.
- Ladies Almanack (A lady of fashion), Paris, chez l’auteur Robert McAlmon, 1928 ; New York, Harper and Row, 1972 ; avec une préface de Karla Jay et une introduction de Susan Sniader Lanser, New York, New York University Press, 1992.
- Ryder, New York, Liveright, 1928.
- A Night among Horses, New York, Liveright, 1929
- Nightwood, Londres, Faber & Faber, 1936 ; New York, Harcourt Brace, 1937.
- The Antiphon, New York, Farrar, Straus and Cudahy, 1958 ; Londres, Faber & Faber, 1958.
- Selected Works of Djuna Barnes : Spillway/The Antiphon/Nightwood, New York, Farrar, Straus and Cudahy, 1962.
- Spillway, Londres, Faber & Faber, 1962 ; New York, Harper and Row, 1972.
- Vagaries malicieux, two stories, New York, F. Hallman, 1974.
- Smoke and Other Early Stories, édité par Douglas Messerli, College Park, Sun and Moon Press, 1982.
- New York, édité par Alyce Barry, Washington (D. C.), Sun & Moon Classics, 1991.
- Poe’s Mother : Selected Drawings, Washington (D. C.), Sun & Moon Classics, 1993.
- At the Roots of the Stars : The Short Plays, Washington (D. C.), Sun & Moon Classics, 1995.
- Nightwood : The Original Version and Related Drafts, édité par Cheryl J. Plumb, Normal (Illinois), Dalkey Archive, 1995.
- The Collected Stories, édité par Phillip Herring, Washington (D. C.), Sun & Moon Classics, 1996.
- Manuscrits : Bibliothèque McKeldin, Université du Maryland, États-Unis.

Traductions en français
- L'Arbre de la nuit, préface de T. S. Eliot, traduit par Pierre Leyris, Paris, Seuil, 1957 ; réédité sous le titre Le Bois de la nuit « Points roman », 1986.
- La Passion, nouvelles traduites et préfacées par Monique Wittig, Paris, Flammarion, 1982 ; Le Livre de poche « biblio-roman », 1989.
- Ryder, traduit par Jean-Pierre Richard, Paris, Christian Bourgois, 1982.
- Almanach des dames, traduit par Michèle Causse, Paris, Flammarion, 1982.
- James Joyce, supplément au Nouveau Commerce, no 53-54, 1982.
- Aux Abysses, suivi de La Colombe, traduit par Michèle Causse, couverture d'Olivier Debré, Marseille, Ryôan-ji, 1984.
- Divagations malicieuses, traduit par Michèle Causse, Marseille, Ryôan-ji, 1985.
- Fumée, nouvelles traduites par Claude Blanc, Paris, Flammarion, 1986.
- Ah my God : the lament of women (bilingue), supplément au Nouveau Commerce, no 68-69, 1987.
- Antiphon, pièce traduite par Natacha Michel et Maya Gibault, Paris, L’Arche, 1987.
- Journal d’une enfant dangereuse, nouvelles traduites par Anne Bert et Carole Dany, Paris, L’Arche, 1988.
- Interviews, traduites par Camille Bercot, Paris, Bourgois, 1989.
- Pièces en dix minutes, traduites par Nadine Alcan, Paris, L’Arche, 1993.
- Le Livre des répulsives - 8 poèmes & 5 dessins, traduit par Étienne Dobenesque, Paris, Ypsilon, 2008.

## Adaptations

### Au cinéma
- The Ladies Almanack, film américain réalisé par Daviel Shy, sorti en 2017.

### Liens  externes
- Notices d'autorité :   - VIAF
  - ISNI
  - BnF (données)
  - IdRef
  - LCCN
  - GND
  - Italie
  - Japon
  - CiNii
  - Espagne
  - Pays-Bas
  - Pologne
  - Israël
  - NUKAT
  - Catalogne
  - Suède
  - Australie
  - Norvège
  - WorldCat
- Notices dans des dictionnaires ou encyclopédies généralistes :   - American National Biography
  - Britannica
  - Brockhaus
  - Den Store Danske Encyklopædi
  - Deutsche Biographie
  - Dictionnaire universel des créatrices
  - Enciclopedia italiana
  - Enciclopedia De Agostini
  - Gran Enciclopèdia Catalana
  - Hrvatska Enciklopedija
  - Internetowa encyklopedia PWN
  - Nationalencyklopedin
  - Oxford Dictionary of National Biography
  - Proleksis enciklopedija
  - Store norske leksikon
  - Treccani
  - Universalis
- Ressources relatives au spectacle :   - Archives suisses des arts de la scène
  - Les Archives du spectacle
  - Internet Broadway Database
  - Kunstenpunt
- Ressources relatives aux beaux-arts :   - Artists of the World Online
  - Delarge
  - MutualArt
- Ressources relatives à la littérature :   - Academy of American Poets
  - Internet Speculative Fiction Database
- Ressources relatives à la musique :   - Discogs
  - MusicBrainz
- Ressources relatives à l'audiovisuel :   - Filmportal
  - IMDb
- Ressource relative à la bande dessinée :   - Comic Vine